# Annelore Cahnbley
Annelore Cahnbley-Maedel (19. November 1923 in Würzburg – April 1996) war eine deutsche Konzertsängerin der Stimmlage Sopran.

## Leben
Sie stammte aus einer hochmusikalischen Familie, ihre Eltern waren der Cellist Ernst Cahnbley (1875–1936) und die Konzertsopranistin Tilly Cahnbley-Hinken (1880–1932). Ihre Mutter war als Pädagogin am Würzburger Konservatorium tätig und wurde ihre erste Lehrerin. Doch starben ihre Eltern schon früh. Sie konnte sich jedoch wie ihre Mutter als Konzertsängerin etablieren. Beispielsweise sang sie von 1955 bis 1968 durchgehend das II. Sopransolo in Mozarts c-moll-Messe bei den Salzburger Festspielen. Diese Konzerte werden stets in der Stiftskirche St. Peter angesetzt. In Salzburg war sie auch in drei weiteren Konzerten und einer konzertanten Aufführung – Mozarts Bühnenmusik zu Thamos, König in Ägypten – verpflichtet. Ihre Karriere war eng verknüpft mit der des Dirigenten Bernhard Paumgartner, der nahezu alle ihre Salzburger Konzertauftritte und alle ihre Schallplatten-Aufnahmen leitete.
Sie war mit dem Musikpädagogen Rolf Maedel (1917–2000), Professor am Salzburger Mozarteum, verheiratet und lebte mit ihm in Salzburg.